# تفنگدار دریایی ۵: میدان جنگ
تفنگدار دریایی ۵: میدان جنگ (انگلیسی: The Marine 5: Battleground) یک فیلم اکشن آمریکایی که در سال ۲۰۱۷ به صورت فیلم ویدئویی منتشر شد. بازیگر اصلی این فیلم د میز میباشد.  این اولین فیلم از این مجموعه است که توسط فاکس قرن بیستم توزیع نمی‌شود.
دنباله این فیلم تفنگدار دریایی ۶: یک چهارم پایانی در سال ۲۰۱۸ منتشر شد.

## خلاصه داستان
جک کارتر پس از پاسخ دادن به یک تماس ناشناس خود را در موقعیت محافظت از یک مظنون در میان گروهی از موتور سواران خطرناک می‌یابد و…

## ساخت
فیلمبرداری در ۳۱ می ۲۰۱۶ در ونکوور، بریتیش کلمبیا آغاز شد.